# Лавиа, Габриэле
Габриэле Лавиа (англ. Gabriele Lavia; род. 10 октября 1942, Милан) — итальянский актёр и режиссёр.

## Биография
Габриэль Лавиа родился 10 октября 1942 года в Милане.
Наиболее известен своими ролями в фильмах ужасов, в том числе «За дверью» (1974), «Кроваво-красное» (1975) режиссёра Дарио Ардженто, «Инферно» (1980), «Без сна» (2001) и «Зедер — голоса с того света» (1983) режиссёра Пупи Авати.
В Италии Лавиа построил успешную карьеру театрального актёра и режиссёра. Он был художественным руководителем Театра Элизео в Риме в 1980—1987 годах, а также возглавлял туринский Театр Стабиле в 1997—2000 годах.
Лавиа в качестве режиссёра снял шесть фильмов, в том числе «Принц Гомбургский» (1983) по пьесе Генриха фон Клейста и «Sensi» (1986), эротический триллер с Моникой Гуэрриторе, с которой он находился в браке.
С 1969 года Лавиа сыграл почти в тридцати фильмах и телепрограммах.